# Henry Clinton (1738–1795)

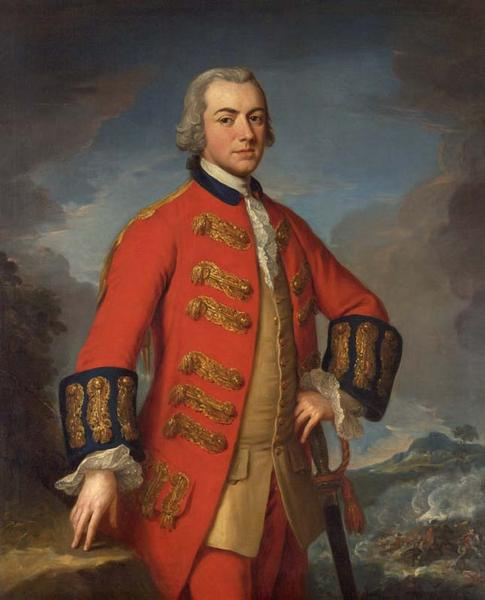
Sir Henry Clinton.

Henry Clinton, född den 16 april 1738 (eller 1730), död den 23 december 1795, var en brittisk general. Han var son till amiral George Clinton, sonson till 6:e earlen av Lincoln och far till Henry Clinton (1771–1829).
Clinton utmärkte sig i sjuårskriget (1756–1763), blev 1772 generalmajor och deltog från 1775 i nordamerikanska frihetskriget. År 1778 efterträdde han Howe som överbefälhavare i kriget mot de upproriska provinserna, men lyckades inte uppfylla de förhoppningar man gjort sig om honom. Hans största bedrift var intagandet av Charleston 1780. 
Den vinst han hade väntat sig av att besticka den amerikanske generalen Arnold, nämligen besittningen av West Point, Nordamerikas Gibraltar, slog fel, och han kunde inte hindra Cornwallis kapitulation vid Yorktown 1781. 
Clinton avgick från befälet samma år. Efter hemkomsten råkade han i en häftig polemik med Cornwallis rörande ovannämnda kapitulation, för vilken denne tillskrev Clinton felet. Han avled som guvernör på Gibraltar.